# مرکز غیبی
مرکز غیبی (سازمان مخفی اجتماعیون عامیون) تبریز، مهم‌ترین و مؤثرترین هسته حزبی، حزب اجتماعیون عامیون (سوسیال دمکراسی انقلابی) ایران بود، بنیان‌گذار آن علی مسیو بود.
احمد کسروی در تاریخ مشروطه ایران می‌نویسد: «نخست یک سال پیش از جنبش مشروطه خواهی، ایرانیان قفقاز در باکو از روی مرام‌نامهٔ سوسیال دموکرات روس دسته‌ای به نام اجتماعیون عامیون پدیدآوردند که نریمان نریمان‌اف پیشوای آنان بود. سپس چون در ایران جنبش برخاست، در تبریز علی موسیو، حاج علی دوافروش و حاجی رسول صدقیانی و دیگران همان مرامنامه را به فارسی ترجمه و دسته مجاهدان را پدیدآورده و خود یک انجمن نهانی به نام مرکز غیبی برپا کردند که رشتهٔ کارهای دسته را در دست خود داشت و آن را راه می‌برد.»
علی موسیو در بدو امر افرادی از روشنفکران تبریز را در نظر گرفت و با آن‌ها تماس انفرادی برقرار کرد. بعد از تماس و آزمایش‌های فردی، نخستین هستهٔ فرقهٔ اجتماعیون-عامیون را تأسیس کرد.
مهندس کریم طاهرزاده بهزاد از اعضای مجاهدان تبریز در کتاب خود شرح می‌دهد: «مرکز فعالیت این حزب کاملاً محرمانه بود به طوری که نام او را مرکز غیبی می‌گفتند. علی موسیو این کمیته را رهبری می‌کرد. باید توجه داشت که این کمیته با فرقهٔ هم نام خود در قفقاز رابطه سیاسی داشت. در درجه دوم روسای حوزه‌هایی بودند که هرکدام در زیر دست خود ۱۱ نفر عضو داشتند. این اعضا مدت مدیدی جز در تاریکی (برای اینکه مبادا همدیگر را بشناسند) با یکدیگر روبرو نمی‌شدند. خطرناک‌ترین دستورهای کمیته مرکزی بدون جزئی تخلف به موقع اجرا گذارده می‌شد.»
علی مسیو در پیدایش و رشد سازمان‌های متعدد اجتماعیون عامیون ایران نقش بارز تاریخی ایفا نموده و در سال‌های انقلاب مشروطیت، خدمات انکار ناپذیری انجام داده و از پیش کسوتان آن محسوب می‌گردد.

## اعضاء بنیان‌گذار
علی مسیو، حاجی رسول صدقیانی، حاجی علی دوافروش، سیدحسن شریف‌زاده، محمد علی تربیت، جعفر آقا گنجه ای، میرزا علی اصغر خوئی، آقا تقی شجاعی